# Diana Hayden

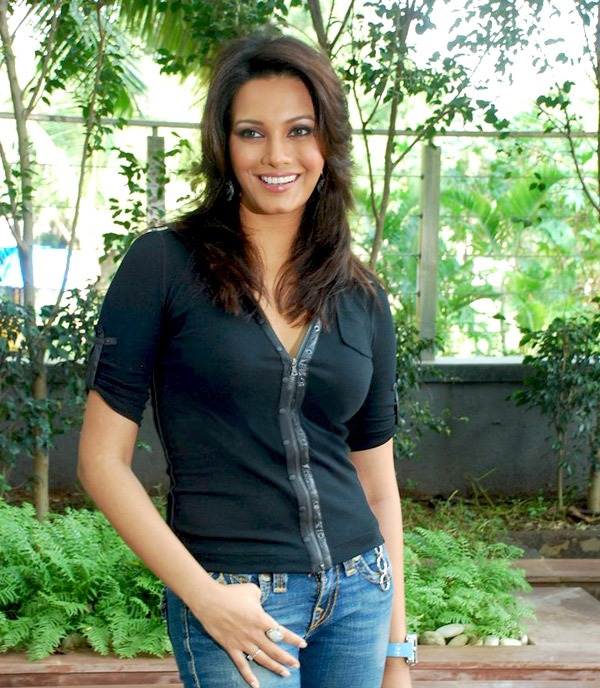
Diana Hayden

Diana Hayden (* 1. Mai 1973 in Hyderabad, Andhra Pradesh) ist ein indisches Model und eine Bollywood-Schauspielerin. Sie gewann 1997 den Titel der Miss World.

## Leben und Karriere
Die in Hyderabad geborene Diana Hayden hat indische und britische Vorfahren. Nach dem Besuch der St. Ann’s High School in Secunderabad schloss Hayden an der Osmania University in ihrer Geburtsstadt ein Englisch-Studium ab.
1997 gewann sie den Titel der Miss Indien, auf den im selben Jahr die Kür zur Miss World folgte. Diana Hayden war bereits die dritte indische Miss World. Sie trat damit die Nachfolge der Griechin Irene Skliva an und wurde 1998 von Linor Abargil abgelöst.
Nach ihrem Erfolg und der damit verbundenen Popularität begann Hayden eine Karriere als Filmschauspielerin in Bollywood, der indischen Filmindustrie. Sie studierte in Großbritannien an der Royal Academy of Dramatic Arts Schauspiel. Ihr Filmdebüt gab Diana Hayden 2001 in einer Filmversion von William Shakespeares Othello. Da sie den Durchbruch in Bollywood nicht geschafft hatte, übersiedelte die gebürtige Inderin nach Los Angeles.

## Filmografie (Auswahl)
- 2003: Tehzeeb
- 2004: Ab Bas!
- 2006: All Alone
- 2006: Adaa - Will Kill U
- 2006: Othello: A South African Tale